# Gymnastes (Paragymnastes) riedeli
Gymnastes (Paragymnastes) riedeli is een tweevleugelige uit de familie steltmuggen (Limoniidae). De soort komt voor in het Australaziatisch gebied.